# バーピー
バーピー（Burpee）は筋力トレーニングや有酸素運動として行われる全身運動。5つのステップからなる。
1. 立っている状態から始める。
2. しゃがみ手を地面に付ける。
3. 足で地面を蹴り足を後ろに伸ばす。(腕立て伏せのような体勢だが、足は開いても開かなくてもよい。)
4. 足を元に戻ししゃがんだ状態に戻る。（腕は伸ばしたまま）
5. しゃがんだ状態から立ち上がる。同時にジャンプしたり、頭上で一回拍手するバージョンもあり、そちらは「バーピージャンプ」と呼ばれる。

バーピーの一連の流れ
腕立て伏せとジャンプを含む変形
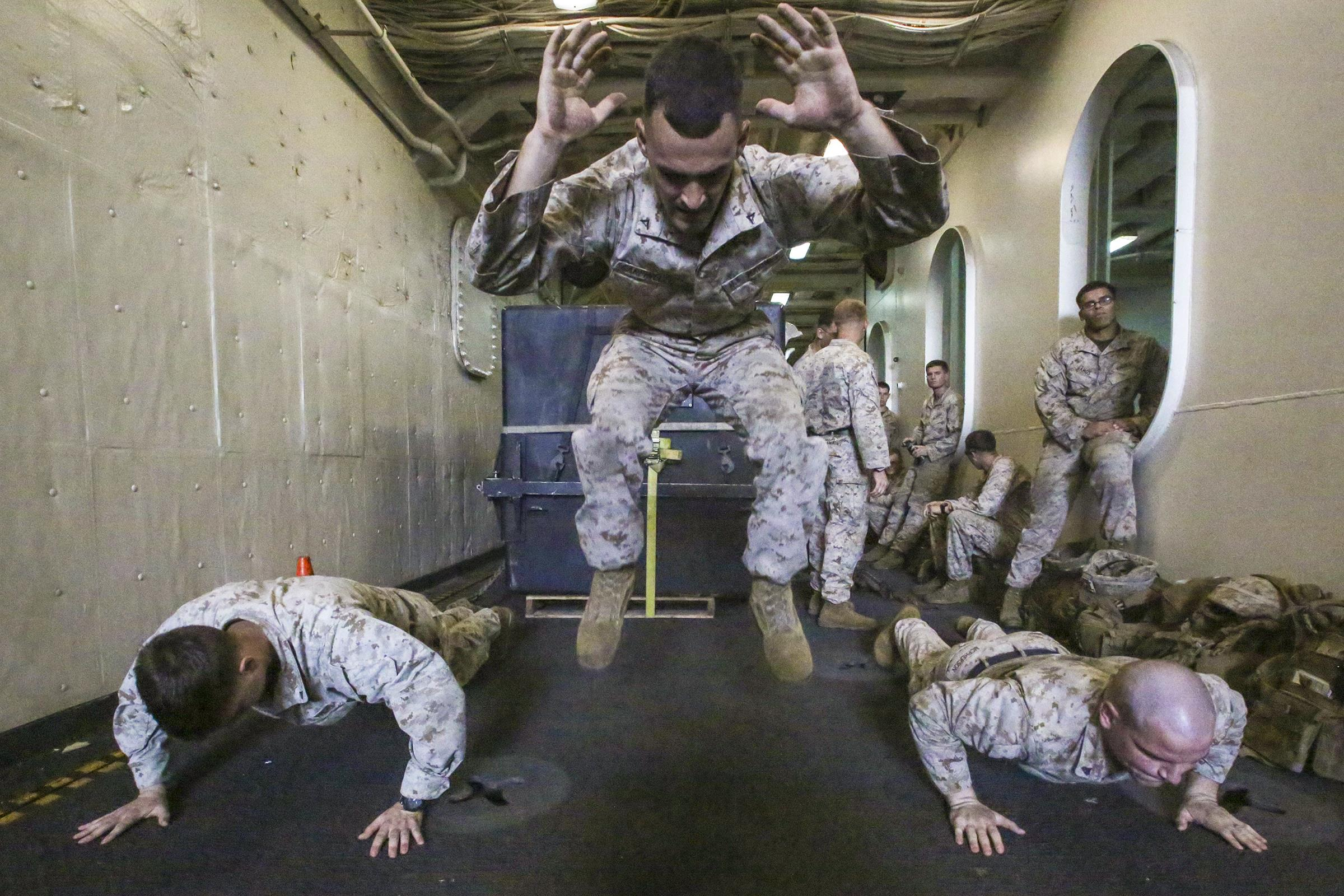
サン・アントニオ (ドック型輸送揚陸艦)の乗員がバーピーをしている

## 起源
この運動は1939年に米国の生理学者ロイヤル・ハドルストン・バーピー・シニアによって考案され、バーピーテストとして体力測定に使用された。 
この運動は第二次世界大戦時に米軍が新兵の体力測定に採用したことで広まった。この運動は早さを測る事を意図したものではなかったが、米軍は兵士が20秒間で何回バーピーを実行できるかをテストした。20秒間に8回で劣る、10回は妥当、13回以上なら優れていると判断した。また米軍は過酷な戦地に耐え得る兵士なら40回から50回のバーピーを休み無しに軽々と実行できるべきと考えた。

## バーピーの効果
1. 脂肪を効率よく燃焼できる
2. 基礎代謝が上がり痩せ体質になる
3. 体力が向上する[1]

## 格闘技
総合格闘技やレスリングで、タックルを切るための練習としても用いられている。